# 5060 Yoneta
5060 Yoneta eller 1988 BO5 är en asteroid i huvudbältet som upptäcktes den 24 januari 1988 av de båda japanska astronomerna Seiji Ueda och Hiroshi Kaneda i Kushiro. Den är uppkallad efter Katsuhiko Yoneta.
Asteroiden har en diameter på ungefär 8 kilometer.